# 山田博士
山田 博士（やまだ ひろし、本名：山田 洋（読み同じ）、1973年6月17日 - ）は、岐阜県大垣市出身の元プロ野球選手（投手）。右投右打。
実兄はヤクルトスワローズなどでプレーした山田勉。

## 来歴・人物
大垣工業高時代は2年時からエースの座に就く。3年の夏には大会屈指の好投手として注目を集めた。初戦は完封勝利を収めたものの第二戦で市岐阜商に味方のエラーから失点して自責点0で高校野球を終えた。高校卒業後は、社会人野球の日本通運名古屋に入ると都市対抗野球へチームを18年ぶりの出場に貢献。
1994年、中日ドラゴンズを逆指名し、同年のドラフト2位で入団。1997年8月19日の対広島東洋カープ戦で初登板、同年8月22日の対阪神タイガース戦で初勝利をあげる。
1998年、巨額の脱税事件に関わっていた事が発覚し、有罪判決を受けた（詳しくはプロ野球脱税事件を参照）ため、シーズン序盤5週間の出場停止処分を受けた。7月16日の対広島戦で実兄の山田勉と同じ試合で投げ合った。またその試合の6回表には投手・勉、打者・洋という兄弟直接対決も実現した。オフには古傷の右肘を手術。1999年の開幕には間に合わず、前半はリハビリテーション生活となっていた。2000年は一軍登板なしに終わる。
2001年シーズン途中、種田仁と共に波留敏夫とのトレードで横浜ベイスターズに移籍。移籍後は出番が増えていた。2005年のシーズン終了を前に戦力外通告を受け、現役引退。他球団での現役続行希望も獲得球団はなかった。
2006年、古巣中日へ打撃投手として復帰。同年5月よりマネージャーに配置転換された。現在は、監督付広報を務めている。

## 詳細情報

### 年度別投手成績
| 年 度     | 球 団     | 登 板 | 先 発 | 完 投 | 完 封 | 無 四 球 | 勝 利 | 敗 戦 | セ 丨 ブ | ホ 丨 ル ド | 勝 率 | 打 者 | 投 球 回 | 被 安 打 | 被 本 塁 打 | 与 四 球 | 敬 遠 | 与 死 球 | 奪 三 振 | 暴 投 | ボ 丨 ク | 失 点 | 自 責 点 | 防 御 率 | W H I P |
| --------- | --------- | ----- | ----- | ----- | ----- | -------- | ----- | ----- | -------- | ----------- | ----- | ----- | -------- | -------- | ----------- | -------- | ----- | -------- | -------- | ----- | -------- | ----- | -------- | -------- | ------- |
| 1997      | 中日      | 10    | 6     | 1     | 1     | 0        | 3     | 2     | 0        | --          | .600  | 172   | 41.0     | 33       | 4           | 16       | 0     | 3        | 30       | 3     | 0        | 16    | 14       | 3.07     | 1.20    |
| 1998      | 中日      | 14    | 6     | 0     | 0     | 0        | 2     | 3     | 0        | --          | .400  | 172   | 38.0     | 41       | 1           | 20       | 1     | 2        | 27       | 3     | 0        | 19    | 19       | 4.50     | 1.61    |
| 1999      | 中日      | 3     | 1     | 0     | 0     | 0        | 0     | 1     | 0        | --          | .000  | 43    | 9.0      | 11       | 1           | 5        | 1     | 2        | 9        | 2     | 0        | 7     | 7        | 7.00     | 1.78    |
| 2001      | 横浜      | 2     | 0     | 0     | 0     | 0        | 0     | 1     | 0        | --          | .000  | 18    | 4.0      | 4        | 0           | 2        | 1     | 0        | 4        | 1     | 0        | 2     | 2        | 4.50     | 1.50    |
| 2002      | 横浜      | 7     | 7     | 0     | 0     | 0        | 2     | 4     | 0        | --          | .333  | 156   | 35.2     | 38       | 3           | 13       | 3     | 1        | 26       | 3     | 0        | 20    | 18       | 4.54     | 1.43    |
| 2003      | 横浜      | 23    | 2     | 0     | 0     | 0        | 1     | 3     | 0        | --          | .250  | 162   | 38.0     | 36       | 4           | 11       | 0     | 3        | 27       | 2     | 0        | 17    | 15       | 3.55     | 1.24    |
| 2004      | 横浜      | 30    | 0     | 0     | 0     | 0        | 1     | 2     | 0        | --          | .333  | 162   | 38.0     | 36       | 5           | 14       | 0     | 0        | 41       | 3     | 0        | 18    | 13       | 3.08     | 1.32    |
| 通算：7年 | 通算：7年 | 89    | 22    | 1     | 1     | 0        | 9     | 16    | 0        | --          | .360  | 885   | 203.2    | 199      | 18          | 81       | 6     | 11       | 164      | 17    | 0        | 99    | 88       | 3.89     | 1.37    |

### 記録
- 初登板：1997年8月19日 対広島東洋カープ21回戦（広島市民球場）、8回裏から4番手で救援登板・完了、1失点
- 初勝利：1997年8月22日 対阪神タイガース21回戦（ナゴヤドーム）、8回表から4番手で救援登板・完了、無失点
- 初先発：1997年8月30日 対ヤクルトスワローズ23回戦（ナゴヤドーム）、5回3失点で敗戦投手
- 初完投・初完封：1997年9月30日 対阪神タイガース26回戦（ナゴヤドーム）

### 背番号
- 16 （1995年 - 2001年途中）
- 34 （2001年途中 - 2005年）
- 123 （2006年）

### 登録名
- 山田 洋 （1995年、1997年 - 2000年）
- ヒロ山田 （1996年）
- 山田 博士 （2001年 - 2005年）